# Carete
Carete del demo di Angele (in greco antico: Χάρης?, Chàrēs; Atene, 400 a.C. – 330 a.C.) è stato un militare ateniese.

## Biografia

### Prime campagne
Nel 367 a.C. fu inviato in aiuto ai Fliasi, che erano disturbati dagli Arcadi e dagli Argivi, assistiti dal generale tebano Sicione. Le operazioni militari di Carete si rivelarono efficaci nell'alleviare le pene dei Fliasi e fu in questa campagna che Eschine, in seguito famoso oratore, si distinse per la prima volta. Da qui Carete venne richiamato per prendere il comando dell'esercito contro Oropo e, immediatamente dopo la sua partenza, i Sicioni ripresero possesso del loro porto togliendolo alla guarnigione Spartana, cosa che mostra l'importanza della presenza di Carete per la supremazia dei Lacedemoni nel nord del Peloponneso.
Nel 361 a.C. fu scelto come successore di Leostene, dopo la sconfitta di questo da parte di Alessandro di Fere e, salpato verso Corcira, vi sostenne una cospirazione oligarchica, per cui la democrazia venne rovesciata con grande spargimento di sangue. Tuttavia la sua azione creò ostilità tra i partiti democratici di Corcira e, per di più, non riuscì a mantenere buone relazioni con gli oligarchi. Di conseguenza l'isola venne persa dagli Ateniesi allo scoppio della guerra sociale.
Nel 358 a.C. Carete fu inviato in Tracia come generale con pieni poteri e obbligò Caridemo a ratificare il trattato che era stato stipulato con Atenodoro. Nell'anno seguente fu al comando della guerra sociale e, dopo la morte di Cabria, gli vennero affiancati Timoteo e Ifìcrate. Insieme a loro comandò la flotta inviata contro le città ribelli di Bisanzio, Chio e Rodi. La campagna fallì, secondo Diodoro Siculo, perché i suoi colleghi, dopo una tempesta, si rifiutarono di attaccare una battaglia che invece Carete desiderava combattere. Egli li denunciò di fronte al popolo, che li processò sostenuto da Aristofonte di Azenia. Cornelio Nepote invece sostiene che Carete ingaggiò ugualmente lo scontro, nonostante il tempo, ma venne battuto e, per proteggere sé stesso, accusò i suoi colleghi di non averlo sostenuto.
Rimasto solo a condurre la guerra, poiché non aveva mezzi sufficienti per continuarla per mare e non voleva chiedere denaro alla patria, decise di sbarcare in Asia e procurarseli sul posto mettendosi al servizio di Artabazo, forse spinto dai suoi stessi mercenari. Gli Ateniesi all'inizio approvarono la sua condotta, ma poi gli ordinarono di interrompere le sue relazioni con Artabazo dato che i suoi successi avevano provocato la reazione della Persia; probabilmente la fine della guerra, tanto auspicata da Isocrate ed Eubulo ma non voluta da Carete e il suo partito, giunse perché il Gran Re di Persia, Artaserse III, aveva minacciato di sostenere i confederati contro Atene.
Nel 353 a.C. Carete venne inviato contro Sesto, che, insieme a Cardia, aveva rifiutato la sottomissione nonostante la cessione del Chersoneso ad Atene nel 357 a.C. Carete catturò la città, massacrò gli uomini a vendette le donne e i bambini come schiavi.

### Guerre contro i Macedoni
Nella guerra contro Olinto, nel 349 a.C., fu nominato generale dei mercenari inviati da Atene in aiuto di Olinto, ma sembra che non compì niente di utile. Il comando quindi venne assegnato a Caridemo, che, nell'anno seguente, il 348 a.C., venne nuovamente rimpiazzato da Carete. In questa campagna egli ebbe alcuni piccoli successi sulle truppe di Filippo II di Macedonia e li celebrò con una festa tenuta ad Atene grazie al denaro che aveva rubato sacrilegamente da Delfi.
Nella sua euthyna, il processo in cui ogni ufficiale pubblico doveva rendere conto delle sue azioni, venne accusato da Cefisodoto, che sosteneva che egli si stava giustificando avendo tenuto la gente per la gola, alludendo forse al clima di tensione che c'era ad Atene in quel momento. Nel 346 a.C. Carete fu di nuovo comandante in Tracia e, mentre Filippo II stava marciando contro Cersoblette, ad Atene giunse la notizia che Carete si era ritirato e aveva fatto perdere le sue tracce; gli Ateniesi quindi inviarono dei messi in cerca di lui che recavano il messaggio della sorpresa del popolo di Atene del fatto che, mentre Filippo stava avanzando contro il Chersoneso, essi non sapevano dove fossero il loro generale e il loro esercito. Probabilmente Carete fu impegnato in alcune spedizioni di saccheggio. Nello stesso anno, prima della partenza della seconda ambasceria da Atene alla Macedonia per trattare la pace, Carete inviò un messaggio in cui esponeva le condizioni diplomatiche disperate di Cersoblette.
Dopo questi fatti non ci sono testimonianze sulla vita di Carete per alcuni anni, durante i quali egli probabilmente abitò a Sigeo, che, secondo Teopompo, era la sua residenza preferita in quanto vi era più facile condurre una vita dissoluta che ad Atene. Tuttavia, in un discorso di Demostene del 341 a.C., si dice che Carete avesse una grande influenza in quel momento nelle assemblee ateniesi.
Nel 340 a.C. Carete venne posto al comando delle truppe inviate in aiuto a Bisanzio contro Filippo II; tuttavia i Bizantini, insospettiti dal suo carattere esuberante, si rifiutarono di accoglierlo. Carete non effettuò alcuna azione contro il nemico, anzi, si diede al saccheggio delle terre degli alleati di Atene. Pertanto venne sostituito da Focione, che ottenne brillanti successi.
Nel 338 a.C. venne inviato in aiuto di Amfissa contro Filippo II, che era stata sconfitta dal re macedone insieme a Prosseno, generale tebano. Riguardo a questa sconfitta, menzionata da Eschine, Demostene non dice nulla, ma parla delle due battaglie vittoriose combattute dagli Ateniesi. Nello stesso anno Carete fu uno dei comandanti delle truppe ateniesi che combatterono nella battaglia di Cheronea. Nonostante la disfatta, Carete evitò il processo e l'incarcerazione, mentre Lisicle, suo collega, venne processato e condannato a morte.
Carete è menzionato da Arriano tra gli oratori e generali ateniesi che Alessandro Magno volle che fossero consegnati a lui nel 335 a.C., anche se Demade persuase il re macedone a non richiedere altri che Caridemo. Plutarco, comunque, omette il nome di Carete nella sua lista.
Quando Alessandro invase l'Asia Minore nel 334 a.C., Carete viveva a Sigeo, e, secondo Arriano, fu uno di quelli che incontrarono il re e gli dimostrarono la loro sottomissione mentre si dirigeva a Troia. Dopodiché Carete fu un comandante delle truppe mercenarie di Dario III a Mitilene, che era stata catturata nel 333 a.C. da Farnabazo e Autofradate, ma Carete fu costretto ad arrendersi l'anno successivo. Dopo questi fatti non si hanno più informazioni su Carete, ma probabilmente egli visse fino alla morte a Sigeo.